# Tom Karabachian
Antônio Karabachian Araújo (Rio de Janeiro, 11 de janeiro de 1997), mais conhecido como Tom Karabachian, é um ator, cantor e compositor brasileiro. Formado na faculdade de Artes Cênicas pela Unirio - RJ.

## Biografia
Nascido na cidade do Rio de Janeiro, Tom é filho de Paulinho Moska e Naná Karabachian.
Começou com uma participação em Louco por elas, e depois em Confissões de Adolescente. Em 2016 estrelou como protagonista o filme Fala Comigo, com Karine Teles e Denise Fraga.  Em 2018 viveu o papel de "Tito", um dos protagonistas de Malhação: Vidas Brasileiras.  Já em 2021, fez o longa "Homem Onça" de Vinicius Reis.
No teatro, interpretou o personagem "Beto Guedes" no musical "Clube da Esquina - Os Sonhos Não Envelhecem" direção de Dennis Carvalho e integrou o elenco de "Brilho Eterno" de Jorge Farjalla ao lado de Reynaldo Gianecchini e Tainá Muller. 
Na música, lançou um EP chamado "Aviciou" em 2021 e um álbum chamado "Barato Abstrato" em 2024, com participações de Chico César e Mosquito. Tom tem também 2 músicas gravadas pela Mart’nália , ‘’Melhor pra Você’’ que ganhou Grammy Latino de melhor ‘’Melhor Disco de Samba” em 2018 e a segunda “Sou assim até mudar” que deu nome ao título do álbum em 2021.

## Filmografia

### Televisão
| Ano     | Trabalho                    | Personagem   | Ref.                    | Notas                      |
| ------- | --------------------------- | ------------ | ----------------------- | -------------------------- |
| 2013    | Louco por Elas              | Bento        | [ 4 ]                   | 2 episódios                |
| 2018-19 | Malhação: Vidas Brasileiras | Tito Laroche | [ 7 ] [ 4 ] [ 8 ] [ 9 ] |                            |
| 2023    | Travessia                   | Nando        | [ 10 ]                  | Episódio: "1 de fevereiro" |

### Cinema
| Ano  | Trabalho                  | Personagem | Ref.        |
| ---- | ------------------------- | ---------- | ----------- |
| 2013 | Confissões de Adolescente | —          |             |
| 2016 | Fala Comigo               | Diogo      | [ 2 ] [ 3 ] |
| 2021 | Homem Onça                | Gustavo    | [ 11 ]      |

### Teatro
| Ano  | Título                                      |
| ---- | ------------------------------------------- |
| 2019 | Filhos de Medeia                            |
| 2022 | Brilho Eterno                               |
| 2022 | Clube Da Esquina - Os Sonhos não Envelhecem |

## Prêmios e Indicações
| Ano  | Prêmio                    | Categoria              | Trabalho                    | Resultado | Ref.   |
| ---- | ------------------------- | ---------------------- | --------------------------- | --------- | ------ |
| 2016 | Festival de cinema do Rio | Melhor Ator            | Fala Comigo                 | Indicado  |        |
| 2018 | Meus Prêmios Nick 2018    | Artista de TV Favorito | Malhação: Vidas Brasileiras | Indicado  | [ 13 ] |

## Ligações Externas
- Tom Karabachian. no IMDb.
- Tom Karabachian no Instagram